# Rafael Caroca
Rafael Antonio Caroca Cordero (Curicó, 19 luglio 1989) è un calciatore cileno, centrocampista dell'Huachipato.